# Vuitena campanya de Geòrgia (1403)
La vuitena campanya de Geòrgia de Tamerlà de 1403 fou una expedició militar que el conqueridor va fer a aquest regne, la vuitena i darrera vegada que hi anava. És un dels esdeveniments de la Campanya dels Set Anys (1399-1404).

## Operacions preliminars (1403)
El 1403, de tornada a Transoxiana venint d'Anatòlia, a Erzurum, va decidir castigar el rei de Geòrgia per no haver anat a veure a l'emperador, com s'havia pactat que feria tot i que no s'havia determinat quan, ni haver presentat per tant la seva felicitació per la seva victòria a Ankara. Seria la seva setena campanya a Geòrgia, Timur va anar fins a Menkul.
Allà el va anar a veure Malik Issa ibn Aiza, príncep (hereu?) de Mardin. El principat no estava en gracia de Timur i el nou príncep savia que es jugava la pell; Issa va anar a veure a Xah Rukh i va invocar la seva protecció. Xah Rukh el va introduir a presència de Timur que va acceptar perdonar-lo; i devia contribuir que va aportar el tribut dels anys deguts, que fou pagat estrictament; l'emperador li va donar una corona, una vesta reial i un cinturó amb pedres precioses; la seva filla fou promesa al príncep Abu Bakr ibn Miran Shah.
També va acudir al lloc el príncep georgià Iwane Jaqeli de Samtskhe, el desafiant vassall reial. Igualment es va presentar Kustendil (Constantí) germà de Georgi o Jordi VII, amb el qual aleshores estava en males relacions (en guerra diu Yazdi); ambdós van aportar nombrosos i valuosos regals.
Timur es va dedicar a la cacera a Kars. El shah Xaikh Ibrahim de Xirvan va anar a fer incursions a Geòrgia i quan l'emperador va decidir entrar profundament al regne, Ibrahim ja dominava els passos i els congosts. Ibrahim a mes havia fet una estimació dels ingressos i les despeses de Geòrgia. Jordi VII, davant l'atac, va enviar més regals, però Timur els va rebutjar i va convocar a Jordi perquè comparegués en persona per convertir-se a la religió musulmana i pagar el kharaj, però garantint que podria tornar després i conservar el regne.
Aquí mateix van comparèixer davant l'emperador, Bayan Kutxin, governador de Tabriz i l'Azerbaidjan amb els grans oficials de la província; igualment es va presentar Ali Chakani, cap del diwan del Khurasan en nom de Khoja Ali Semnani. Era el temps en què madurava al blat i Timur no volia permetre que els georgians el poguessin recollir. Per aquesta tasca va enviar a l'amir Xaikh Nur al-Din que la va complir amb escreix i va tornar carregat de botí. Després d'assolar els camps de gra, els timúrides van marxar cap als passos més alts on els combats van ser més durs.

## Conquesta de la fortalesa de Kurtin (1403)
Mentrestant, el propi Timur va assetjar la fortalesa anteriorment considerada inexpugnable de Birtvisi (Kurtin), tossudament defensada per una minúscula guarnició georgiana, situada en una roca escarpada entre dos barrancs fondos. La guarnició la manava el georgià Tral que disposava d'un seguici de 30 iznauris. Els soldats disposaven de moltes municions, cases construïdes a la fortalesa, menjar (abundants subministraments de porcs i ovelles) i vi abundant ("bodegues proveïdes de vins deliciosos") i cisternes plenes d'aigua on s'acumulava la de la pluja. No era fàcil de capturar tant per la dificultat de la seva situació i fortalesa com perquè els assetjador (a diferencia dels assetjats) no disposaven de provisions sobre el terreny ni de proveïment d'aigua.
Timur va arribar alí el 12 d'agost de 1403. El setge va durar una setmana. El 19 d'agost de 1403, mentre els enginyers estaven construint maquines de setge i bategant moltons, un soldat mekrita de l'exèrcit de Timur va saltar per una estreta obertura a la pedra i va trobar un camí per escalar fins a la fortalesa, més amunt; l'endemà ho va comunicar i es va preparar l'assalt; una cinquantena més de guerrers se li van unir durant la nit. A la matinada del 21 d'agost els tambors i les trompetes tàrtars van tronar i va començar l'atac. La porta fou trencada per pedres arrencades d'una de les màquines de setge i la guarnició va ser atropellada; els georgians es van rendir i els oficials foren tirats des de dalt de la fortalesa; Tral i els soldats foren fets presoners, portats a Timur, i després executats per decapitació. Les dones i nens foren fets esclaus i l'esposa de Tral fou regalada a Xaikh Ibrahim de Xirvan.
Als guerrers mes destacats que havien arriscat la vida en l'assalt Timur els va cobrir de regals i honors (els va donar túnica, espases, cinturons d'honor, cavalls, mules, carpes, paraigües, i pobles i jardins dels seus llocs d'origen i, per descomptat, desenes de dones joves). Fou nomenat governador de Kurtin, Muhammad Turan, senyor de Bauran al Khurasan amb una guarnició i les taxes de totes les terres de l'entorn, amb ordre de conservar aquestes terres per l'islam; l'església cristiana fou convertida en mesquita.

## Audiències de Timur (1403)
Després d'haver capturat la fortalesa, Timur va enviar al seu exèrcit a saquejar i esborrar les regions frontereres de Geòrgia dirigits per diversos amirs entre els quals Xaikh Nur al-Din i Xah Malik. Mentre això es feia Timur va rebre diverses delegacions: Kutb al-Din Karin que venia de Siraz; Hajji Muzaffar que venia enviat per Rustem; d'Esfahan directament va arribar el khoja Muzaffar Netenzi; Ideku Barles i Ahmed Daud que venien de Kirman i portaven la recaptació de la província acompanyats del recaptador general Saifel Muluk Hajji Abdallah i de diversos cadis i notables de la província entre els quals el xaikh Kutb al-Din en representació del seu pare Xaikh Mahmud Zenghi Ajem, autor d'un llibre sobre Timur, que s'havia ofegat al caure del pont de Tiflis al riu Kur, llibre que havia seguit el fill; Yusuf Jalil, daroga de la vila de Yadz i Ghiyath al-Din Salar Semnani el recaptador local i altres notables; i alguns altres governadors, recaptadors i notables dels diversos districtes del Khurasan i de l'Iraq.

## Timur arriba a Abkhàzia (1403)
Mentre el seu exèrcit operava a Geòrgia, Timur va decidir anar a Abkhàzia a la recerca del rei en retirada Jordi VII. Abkhàzia era la zona més al nord i oest del regne i hi havia boscos molt densos. Va ser necessari tallar molts arbres per obrir-se camí entre les terres armènies al sud i Abkhazia al nord. L'exèrcit de Timur va avançar pel centre del país, "on va saquejar set-cents pobles i va deixar estèrils les terres conreades, arruïnant els monestirs dels cristians i arrasant les seves esglésies fins als fonaments.
Els georgians havien abandonat els seus pobles i s'havien refugiat en coves a moltes de les quals només s'accedia a través d'unes escales de corda que es baixaven del cim, es posaven a la boca de la cova i es feien baixar fins al fons per que poguessin pujar vells, dones i nens, i després es retiraven de manera que eren quasi inaccessibles. Però Timur va fer construir cistelles que es lligaven a cordes gruixudes i es feien baixar fins a la boca de les coves; a cada cova només i arribaven uns pocs mongols i a vegades hi havia dins un centenar de georgians, però els mongols eren guerrers i els georgians civils que no manejaven armes; a la major part de les vegades els soldats que arribaven a les coves, amb les seves fletxes i els sabres a la ma, feien retirar als georgians que defensaven l'entrada i quan ja havien arribat prou guerrers massacraven als que trobaven dins la cova.
El 10 d'octubre de 1403 les tropes retornaren al campament imperial i l'endemà es van dedicar a la cacera però després van seguir atacant viles, esglésies i comunitats georgianes, saquejant els bens i destruint les cases.
A través de alguns distingits presoners georgians presos en els primers intercanvis, Timur va dur a terme negociacions per a la rendició del rei georgià. Atès l'expedició que l'esperava, no estava disposat a endarrerir-se gaire en aquesta regió. Finalment, tot i que el rei encara es va negar a aparèixer a la cort de Timur, va enviar ambaixadors que portaven diversos regals i demanaven el perdó de l'emperador. Timur només va aturar el seu exèrcit quan els ulemes i el Mufti van decidir que era possible concedir al rei de Geòrgia clemència (aman). Jordi VII hauria de pagar un enorme tribut i llegir la pregaria en nom de Timur. Els ambaixadors van marxar per comunicar-ho al rei i quan van tornar al cap d'uns quants dies (durant els quals Timur es va dedicar a la cacera) portaven mil monedes (tankes) d'or encunyades amb el nom de l'emperador, mil cavalls, vasos d'or, plata i cristall, molts draps de valor i un fabulós gran rubí que pesava 18 mitcals, entre altres coses.
Timur es va manifestar satisfet amb aquesta mostra de submissió i va aixecar el campament i l'exèrcit va continuar cap a l'est. Es va dirigir cap a Tiflis, ciutat l'entorn de la qual ja havia estat completament arruïnat (especialment esglésies i monestirs), a la que va arribar al cap d'uns quants dies de marxa. Després les hordes tàtars van marxar del país. Geòrgia havia estat devastada de nou. Els seus camps estaven nus, i les seves arques buides. Pobles i pobles sencers havien desaparegut. Els cadàvers podrits s'amuntegaven a les rutes. Muntanyes de cranis, les estructures més altes que quedaven en peu, es van aixecar del terre. L'hivern s'acostava ràpidament i els vents glaçats van recórrer les valls. Les hordes tàtares havien violat, assassinat i torxat i saquejat fins que ja no hi havia més que ser pres. L'única cosa bona, encara que aleshores no es sabia, era que el Senyor dels Set Climes Conqueridor del Món, mai no tornaria. La fam que va afectar els mesos següents a Geòrgia va fer també molt de mal i va causar molts morts.
Va passar dos dies a l'altre costat del riu Kur i va decidir tornar a la regió del Karabakh per restaurar la ciutat de Baylakan (la restauració de ciutats era una tasca important assignada per l'Alcorà als reis). Va deixar l'exèrcit al comandament de diversos amirs i es va avançar passant per Bardaa i arribant a la rodalia de Baylakan. L'exèrcit hi va arribar 15 dies després. Timur va hivernar per última vegada a les altes pastures del Karabagh. Aquí, la seva energia no mostrava cap signe de desaparèixer. Es va dedicar als afers del l'imperi, i a reconstruir la ciutat abandonada de Baylakan.